# David Kikoski

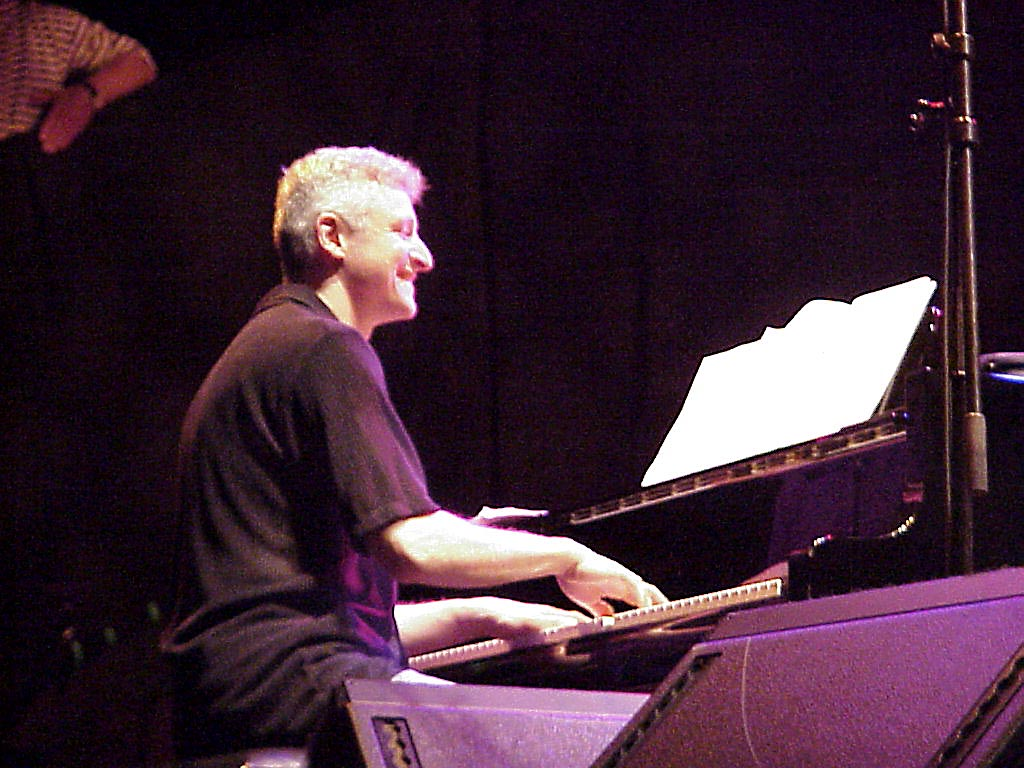
David Kikoski, Juli 2001

David James „Dave“ Kikoski (* 29. September 1961 in New Brunswick) ist ein US-amerikanischer Jazzpianist und Keyboardspieler.

## Leben und Wirken
Dave Kikoski erlernte das Klavierspiel von seinem Vater. So spielte er als Teenager mit seinem Vater in Bars. Anfang der 1980er studierte Kikoski  am Berklee College of Music. 1985 ging er dann nach New York City und tourte hauptsächlich mit Roy Haynes (von 1986), Randy Brecker (1986–88), Bob Berg (1988) und Billy Hart (1989). Er spielte auch mit George Garzone, Barry Finnerty, Red Rodney, Craig Handy, Ralph Moore, Didier Lockwood, Joe Locke, Pat Martino (Remember: A Tribute to Wes Montgomery, 2006) und der Mingus Big Band. Zu Beginn des Jahres 2011 spielt Kikoski wieder mit Randy Brecker sowie dessen Frau, der Saxophonistin Ada Rovati, Dave de la Spina und Adam Nussbaum. Kikoski versucht sich gelegentlich auch am Altsaxophon.
Seit 1989 nahm Kikoski eine Reihe von Alben für die Label Criss Cross Jazz und DIW Records auf, an denen Musiker wie Seamus Blake, Scott Colley, Larry Grenadier, John Patitucci und Jeff Tain Watts mitwirkten. Zu hören ist er auch auf The Charles Mingus Centennial Sessions der Mingus Big Band (2022) und auf Gerald Cannons Album Live at Dizzy’s Club: The Music of Elvin & McCoy (2024)..

## Diskografische Hinweise
- Presage (Freelance Records, 1989)
- Inner Trust (Criss Cross, 1998)
- Almost Twilight (Criss Cross, 2000)
- Surf's Up (Criss Cross, 2001)
- Comfortable Strange (DIW, 2002)
- Combinations (Criss Cross, 2002)
- Details (Criss Cross, 2004)
- Limits (Criss Cross, 2006)
- Mostly Standards (Criss Cross, 2009)
- Live At Smalls (SmallsLive, 2010)
- Consequences (Criss Cross, 2012)
- Phoenix Rising (HighNote, 2019)
- Sure Thing (HighNote, 2021)

## Referenzen
- Mark Gilbert, "Dave Kikoski". Grove Jazz online.
- Diskografie im All Music Guide